# Pareulepis fimbriata
Pareulepis fimbriata är en ringmaskart som först beskrevs av Treadwell 1901.  Pareulepis fimbriata ingår i släktet Pareulepis och familjen Eulepethidae. Inga underarter finns listade i Catalogue of Life.